# Gavin Reijnders
Gavin Daniël Reijnders (Wierden, 10 september 1997) is een Nederlandse cabaretier, liedschrijver en presentator.

## Biografie
Reijnders groeide op in Wierden als vierde van vijf kinderen. Op zijn achttiende verhuisde hij naar Rotterdam, waar hij Grafische Vormgeving studeerde aan de Willem de Kooning Academie. Hij sloot zich aan bij woordkunstplatfom Spraakuhloos en zette daar zijn eerste stappen op het podium.
In 2019 behaalde hij, bewapend met zijn ukelele, de finale van het Leids Cabaret Festival, waar de jury hem prees om zijn ijzersterke nummers. Na de daaropvolgende finalistentour speelde hij in 2020 op het Amsterdam Fringe Festival een voorstelling over zijn oudste broer. Ook trad hij in 2022 met zijn zelfgeschreven liedjes op bij Lowlands en in 2024 bij Paaspop. 
Reijnders won in 2022 de BNNVARA-comedy talentenjacht Ik Ga Stuk. Van 2023 tot en met 2025 toerde hij door Nederland met zijn debuutprogramma Glittermoe. Inmiddels is zijn tweede theaterprogramma Jazzebelle aangekondigd, waarmee hij tot en met 2027 in de theaters te zien is. De muziek voor dit programma ontstond in samenwerking met jazzcomponiste en gitariste Nadine Rypkema. 

## Theater

### Theaterprogramma's
- 2023-2025 Glittermoe (Debuut)
- 2025-2027 Jazzebelle

### Theater overig
- 2019 Finalistentour Leids Cabaret Festival
- 2020 Kiss My A.S.S. Amsterdam Fringe Festival
- 2022 Finalistentour Ik Ga Stuk

## Televisie
- 2022 Ik Ga Stuk (BNNVARA) - Winnaar
- 2024 De Slimste Mens (KRO-NCRV) - Deelnemer gedurende twee afleveringen op 1 en 2 januari 2024

## Webserie
In 2023 schreef Reijnders de webserie Muntthee Meiden. Hij produceerde dit in samenwerking met Meijt Amsterdam. Ook speelde hij een van de hoofdrollen. De serie is te zien op YouTube, OutTV en Amazon Prime.

## Discografie

### Singles
- 2020 Romantiek is voor de hetero's
- 2021 WIJN
- 2021 Even (Samen met Kiki Schippers)
- 2021 GVD Wat is depressie duur
- 2021 In de kast met Kerst (Samen met Jasha Eliane)
- 2022 DADDY
- 2024 Net genoeg voor jou - Live in Theater Walhalla Rotterdam

## Prijzen
- 2025 Bob Angelo Ster van de Toekomst[10] (COC Nederland)

## Persoonlijk
Sinds 2024 heeft Reijnders een relatie met Niels Willemsen.